# アジア・パシフィック・ゲートウェイ
アジア・パシフィック・ゲートウェイ(Asia Pacific Gateway、APG)は中国大陸、香港、日本、韓国、マレーシア、台湾、タイ、ベトナム、シンガポールを結ぶ海底ケーブルシステム。長さは約10,900キロメートル (6,800 mi)、容量は54.8Tbit/秒である。2016年10月28日にサービスを開始し、日本ではNTTコミュニケーションズが2016年10月31日に運用を開始した。

## コンソーシアムメンバー
コンソーシアムに参加している企業は、以下の13社。
- Facebook[6]（アメリカ）
- タイ通信公社（英語版）（タイ）
- 中国電信（中国）
- China Mobile International（中国）
- China Unicom（中国）
- Chunghwa Telecom（台湾）
- KT Corporation（韓国）
- LG Uplus（韓国）
- NTTコミュニケーションズ（日本）
- StarHub（英語版）（シンガポール）
- Global Transit（マレーシア）
- ベトテル（ベトナム）
- VNPT（英語版）（ベトナム）

## ケーブルの上陸地点
上陸地点は以下の通り
- 中国大陸 (崇明、南匯)
- 香港 (将軍澳)
- 日本 (志摩、新丸山)
- 韓国 (釜山)
- マレーシア (クアンタン)
- 台湾 (頭城鎮)
- タイ (ソンクラー)
- ベトナム (ダナン)
- シンガポール (タナ・メラ（英語版）)